# Spiklenci slasti
Spiklenci slasti je film režiséra Jana Švankmajera z roku 1996. Je to hořká fraška, rozebírající různé bizarní fetišistické sexuální praktiky několika postav proplétajících se příběhů.

## Hrají
- Petr Meissel – Pivoňka
- Gabriela Wilhelmová – Loubalová
- Barbora Hrzánová – listonoška
- Anna Wetlinská – hlasatelka
- Jiří Lábus – prodavač novin
- Pavel Nový – komisař
- Bedřich Glaser - animátor
- Martin Kublák - animátor